# باوسیس و فیلمون

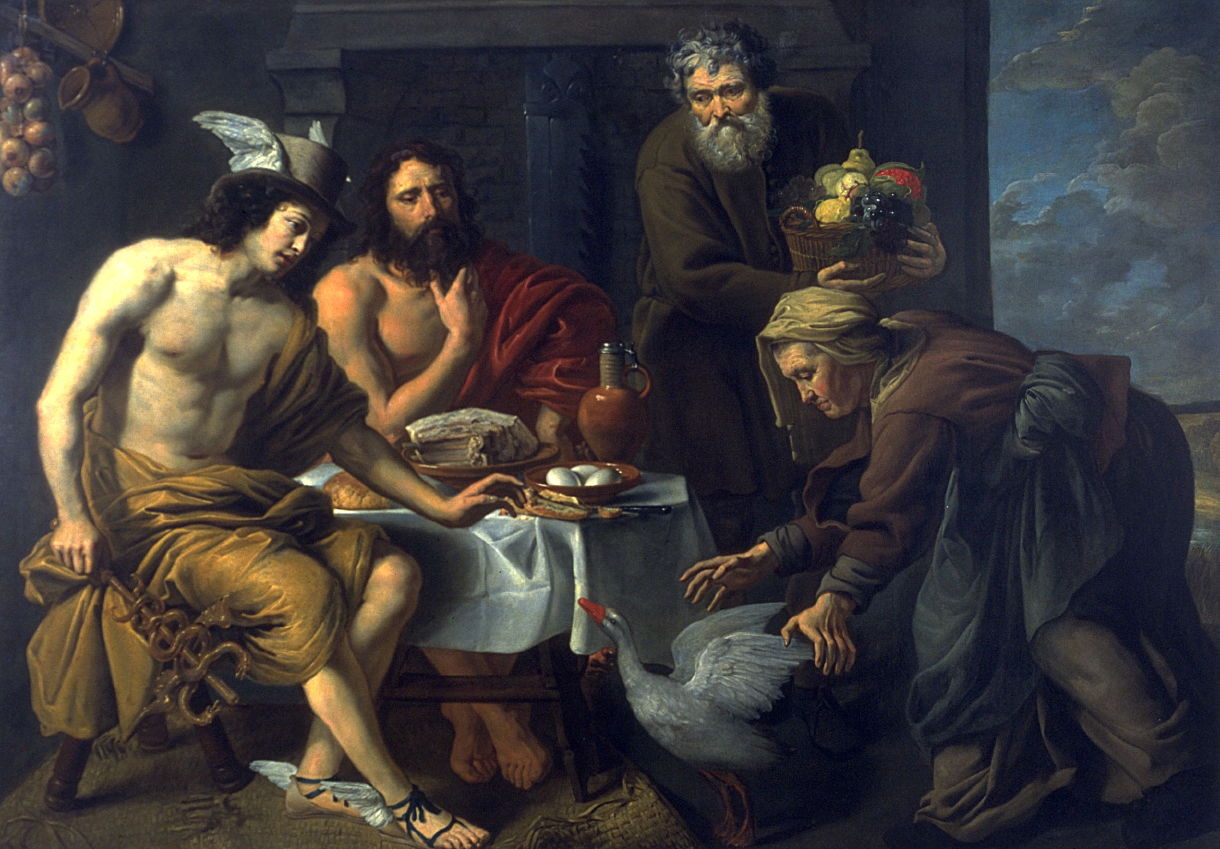
جیکوب ون اوست مرکوری (اسطوره) و ژوپیتر در خانهٔ فیلمون و باوسیس

باوسیس و فیلمون (انگلیسی: Baucis and Philemon) یک زوج پیر در منطقه تیانا بودند که اووید آن را در فریگیه قرار می‌داد و تنها کسانی در شهر خود بودند که از خدایان مبدل زئوس و هرمس (در اساطیر رومی، ژوپیتر و مرکوری (اسطوره) استقبال کردند بنابراین مظهر عمل پارسایی مهمان‌نوازی، مهمان‌دوستی تشریفاتی که xenia یا زمانی که یک خدا درگیر باشد تئوکسنیا نامیده می‌شود، شدند.